# دي أكس سي للتكنولوجيا
دي أكس سي للتكنولوجيا (بالإنجليزية: DXC Technology)‏ هي شركة أمريكية متعددة الجنسيات تقدم خدمات تكنولوجيا المعلومات بين الشركات. 

## عمليات الاستحواذ
في عام 2017 ، أكملت الشركة أول عملية استحواذ لها، حيث قامت بشراء شركة يرايبريدج، وهي مزود لحلول مايكروسوفت دانامكس 365. 
في عام 2018 ، أعلنت عن العديد من عمليات الاستحواذ الإضافية، بما في ذلك شركة مولينا لحلول المساعدات الطبية (التي كانت في السابق جزءًا من شركة مولينا للرعاية الطبية ) و أرجو ديساين وشريكين في سيرفيس ناو هما برنيس ناو وتي إي أس أم. 
في يناير 2019 ، استحوذت دي أكس سي للتكنولوجيا على لوكسأوفت. وفقًا للمعلومات الواردة من قاعدة بيانات أس إي، تمتلك دي أكس سي للتكنولوجيا الآن 83٪ من أسهم لوكسأوفت. كان الإغلاق النهائي للصفقة في يونيو 2019. 

## وصلات خارجية
- الموقع الرسمي
- - بيانات النشاط التجاري لـ دي أكس سي للتكنولوجيا: مالية جوجل
  - ياهو! المالية
  - بلومبرج
  - رويترز
  -  إيداع هيئة الأوراق المالية والبورصات